# Winter on Fire: Ukraine's Fight for Freedom
Pour plus de détails, voir Fiche technique et Distribution.
Winter on Fire: Ukraine's Fight for Freedom (Зима у вогні: Боротьба України за свободу, Zyma u vohni: Borot'ba Ukrayini za svobodu) est un film ukrainien réalisé par Evgeny Afineevsky, sorti en 2015.

## Synopsis
Le récit des manifestations Euromaïdan ayant eu lieu entre 2013 et 2014.

## Fiche technique
- Titre : Winter on Fire: Ukraine's Fight for Freedom
- Titre original : Зима у вогні: Боротьба України за свободу (Zyma u vohni: Borot'ba Ukrayini za svobodu)
- Réalisation : Evgeny Afineevsky
- Scénario : Den Tolmor
- Musique : Jasha Klebe
- Photographie : collectif
- Montage : Will Znidaric
- Production : Evgeny Afineevsky et Den Tolmor
- Société de production : Tolmor Production, Campbell Grobman Films, Makemake, Netflix, Passion Pictures, Pray for Ukraine Production, Rock Paper Scissors Entertainment, SPN Production et UkrStream TV
- Pays :  Ukraine,  Royaume-Uni et  États-Unis
- Genre : Documentaire
- Durée : 102 minutes
- Dates de sortie : 
  - Netflix : 9 octobre 2015

## Distinctions
Le film a été nommé à l'Oscar du meilleur film documentaire.